# Maserati Khamsin
Maserati Khamsin (укр. Мазераті Хамсин) - легковий автомобіль класу Гран Турізмо, що випускався італійською компанією Maserati з 1974 по 1982 рік. Відповідно до традиції фірми тих років отримав свою назву на честь вітру. Всього було виготовлено 430 автомобілів.

## Опис

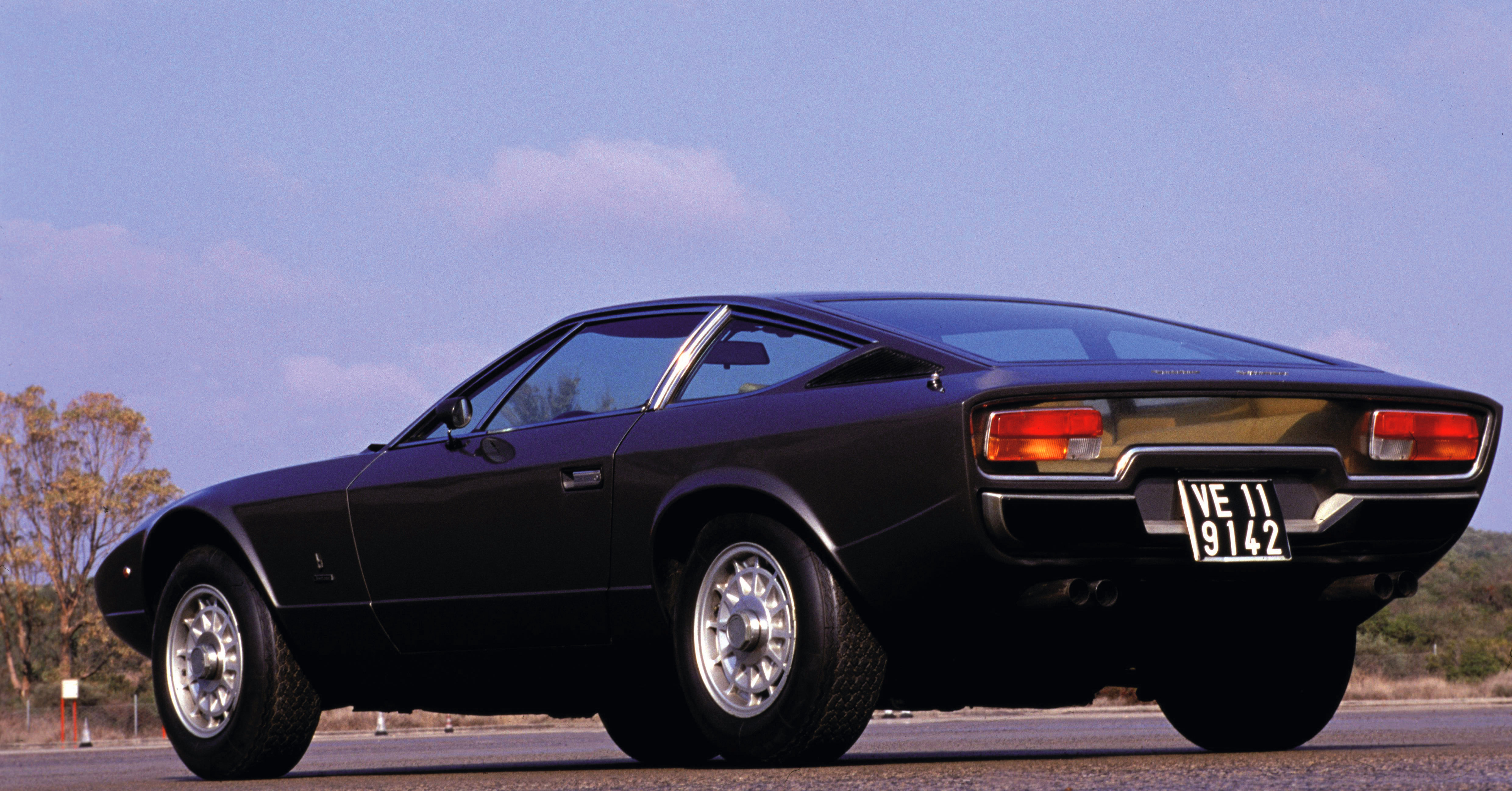

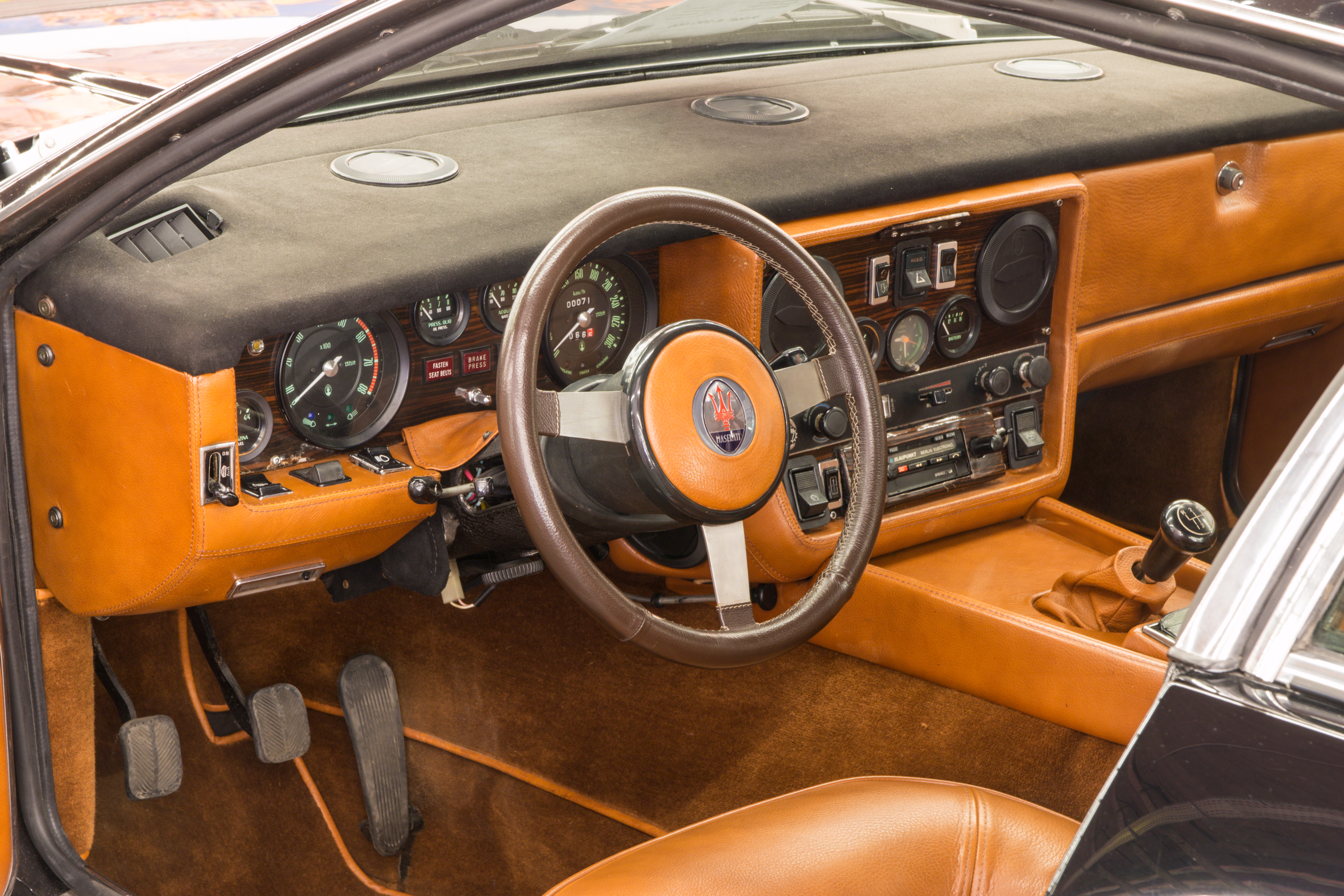

Представлена на Женевському автосалоні в березні 1973 року модель Khamsin відома тим, що була останнім проектом, створеним під керівництвом Джуліо Альфіері (англ. Giulio Alfieri) на чолі проектного підрозділу компанії і першим автомобілем Maserati з кузовом від Bertone.
Створений на піку «клиноподібної ери» в дизайні, автомобіль з елегантними пропорціями був доповнений такими оригінальними деталями, як «плаваючі» на прозорій задній панелі ліхтарі (через вимоги законодавства, що експортуються в США автомобілі, мали по-іншому оформлений задок).
Базувалася модель на техніці автомобіля Ghibli, але мала незалежну пружинну задню підвіску на поперечних важелях, змонтовану на підрамнику. До цього ж підрамника кріпився диференціал, в цілому, така конструкція ефективно гасила шум і вібрацію. Кермове управління зі змінним посиленням було взято від автомобілів Citroën, також як, наведені від гідросистеми високого тиску гальма, управління зчепленням, підйом фар і регулювання крісел.

## Двигун
- 4.9 L AM 115 V8 320 к.с. 488 Нм